# イオフルパン (123I)
イオフルパン (123I)（Ioflupane (123I)）は、神経画像診断用のコカイン類縁物質であり、パーキンソン病の診断や、同様の症状を示す他の疾患との鑑別診断に使用される放射性医薬品である。DaTSCAN法では、患者に注射してガンマカメラで撮影し、大脳基底核の皮質下領域である線条体を中心とした脳のSPECT画像を取得する。

## 効能・効果
以下の疾患の診断におけるドパミントランスポーターシンチグラフィ

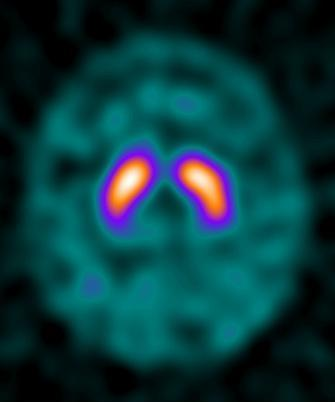
イオフルパン(^{123}I)によるSPECT画像。線条体内に正常に取り込まれている。

- パーキンソン症候群
- レビー小体型認知症

## 薬理
製造時に導入されるヨウ素は放射性同位体であるヨウ素123であり、ガンマカメラで検出できるのはこの同位体のガンマ崩壊である。123Iの半減期は約13時間、ガンマ線のエネルギーは159keVであり、医療用画像診断に適した放射性核種である。また、溶解性を高めるために5％のエタノールが含まれており、点滴用のため無菌状態で供給される。
イオフルパンは、哺乳類の脳、特に線条体領域に存在するシナプス前のドーパミン輸送体（DAT）に高い結合親和性を持つ。パーキンソン病では、線条体領域のドーパミン神経細胞が著しく減少することが特徴である。ドーパミン輸送体に結合する薬剤を導入することで、輸送体の定量的な測定と空間的な分布を得ることが可能となる。

## 投与方法
イオフルパン溶液は検定後7時間以内に使用する必要がある。その公称注入量は185MBqであり、111MBq未満では検査を行うべきではない。放射性ヨウ素の不要な過剰摂取を最小限に抑える為に、120mgのヨウ化カリウムを経口投与して甲状腺を防護する事が推奨される。 これは通常、注入の1～4時間前に行われる。静脈内投与を行う最も簡便な方法は、末梢静脈カニューレを介するものである。検査は、注射後3～6時間後に実施される。

## 副作用
イオフルパンの重大な副作用として過敏症が記載されている。一般的な副作用は、頭痛、めまい、食欲増進、蟻走感である。注射部位の痛みを感じる患者は1％未満とされている。
放射線被爆リスクは低いと報告されている。体重70kgの患者が1回の検査を受ける場合の実効線量は4.6mSvである。 妊娠中の患者は検査を受けられない。123I-イオフルパンが母乳中に分泌されるか否かは不明であるが、投与後3日間は授乳を中断することが推奨されている。

## 参考資料
1. ↑  “Datscan- ioflupane i-123 injection, solution”. DailyMed (2020年3月31日). 2021年4月23日閲覧。
2. ↑  “Removal of [123IIoflupane From Schedule II of the Controlled Substances Act]”. DEA Diversion Control Division. 2017年5月13日時点のオリジナルよりアーカイブ。2016年2月9日閲覧。
3. 1 2 3 4 5  “DaTSCAN Summary of Product Characteristics”. European Medicines Agency.   GE Healthcare (2019年7月25日). 2021年5月9日閲覧。
4. 1 2 3 4  “ダットスキャン静注 添付文書”. www.info.pmda.go.jp.   PMDA. 2021年5月9日閲覧。
5. 1 2  “EANM procedure guidelines for brain neurotransmission SPECT using (123)I-labelled dopamine transporter ligands, version 2”. European Journal of Nuclear Medicine and Molecular Imaging 37 (2):  443–50. (February 2010). doi:10.1007/s00259-009-1267-x. PMID 19838702.
6. 1 2  “SNM practice guideline for dopamine transporter imaging with 123I-ioflupane SPECT 1.0”. Journal of Nuclear Medicine 53 (1):  154–63. (January 2012). doi:10.2967/jnumed.111.100784. PMID 22159160.
7. ↑  “Notes for Guidance on the Clinical Administration of Radiopharmaceuticals and Use of Sealed Radioactive Sources”. ARSAC.   Public Health England (2019年2月13日). 2021年5月9日閲覧。